# Lotus 15
La Lotus 15 est une voiture de sport et de piste du constructeur britannique Lotus destinée à courir dans les catégories de cylindrées supérieures à celle de la Lotus Eleven, dont elle dérive directement.
La Lotus 15 est très difficile à identifier extérieurement des Eleven Série 2. La suspension avant est à triangles superposés et la suspension arrière utilise une jambe Chapman (McPherson fixe). Les freins sont à disques sur les quatre roues. La transmission se fait via une boîte Lotus 5 rapports séquentiels ingénieuse mais à la mauvaise réputation surnommée « Queerbox » et un différentiel à glissement limité.
La Lotus 15 fut fabriquée en trois séries différentes, incorporant des améliorations au cours de la production. Elle s'illustra dans d'innombrables courses d'endurance et de club mais n'atteint jamais, pour cause de fiabilité, le haut niveau de l'Eleven.